# 劇団サンバカーニバル
『劇団サンバカーニバル』（げきだんサンバ・カーニバル、GEKIDAN SAMBA CARNIVAL）は、FM-FUJIで毎週土曜日夜に放送されているラジオ番組。東京・代々木にあるSTUDIO ViViDから生放送。放送に合わせて、TwitCastingで生配信もおこなっている。

## 概要
2009年4月4日放送開始。文字通り、劇団ひとり初のラジオ冠番組である。毎週、各種企画コーナーのほかリスナーからのメッセージを募集したり、ゲストを迎えてトークを展開する。番組は「劇団」という扱い。
なお、FM FUJIにおいて劇団ひとりがメインパーソナリティを担当するのは『JUNGLE PARADISE』（2000年 - 2005年）以来。
アシスタント（番組では「劇団員」としている）は原則として1年（かつては6ヶ月）周期で入れ替えているが、卒業後もゲストとして番組に登場する事が多い。
番組ハッシュタグは「#劇サン」。

## 出演
- 劇団ひとり - 当番組のメインパーソナリティであり座長。
- 内藤正樹（ブラックパイナーSOS）

### アシスタント
第24期（2024.4 - ）
- 中島侑香
- 園田れい

#### 過去

##### 副座長
- 神宮寺しし丸[3] - 自称・副座長。2016年1月、レギュラー復帰[4][5]。

##### アシスタント
| 第1期（2009.4 - 9） - 松本さゆき - 雨坪春菜 第2期（2009.10 - 2010.3） - うえむらちか - 重盛さと美 第3期（2010.4 - 9） - 吉木りさ - 佐藤さくら 第4期（2010.10 - 2011.3） - フォンチー - 中島愛里 第5期（2011.4 - 9） - 黒田有彩 - Erina 第6期（2011.10 - 2012.3） - 中村愛 - 内田理央 第7期（2012.4 - 9） - 緑川静香 - ヒガリノ 第8期（2012.10 - 2013.3） - 亜里沙 - 加藤雅美 第9期（2013.4 - 9） - ラブリ - 高田秋 第10期（2013.10 - 2014.3） - 伊藤優衣 - 金城成美 第11期（2014.4 - 2014.9) - 三原勇希 - 本田桃子 第12期（2014.10 - 2015.3） - 平松可奈子 - ステファニー 第13期（2015.4 - 2015.9） - 遠藤三貴（仮面ライダーGIRLS） - 木下綾菜（さんみゅ～） 第14期（2015.10 - 2016.3） - 一ノ瀬翠 - 武石あゆ実 第15期（2016.4 - 2016.9） - 眞木美咲パメラ - 梨衣名 第16期（2016.10 - 2017.3） - 尾島知佳 - 松本愛 第17期（2017.4 - 2018.3） - 熊江琉唯 - 村上奈菜 第18期（2018.4 - 2019.3） - 川崎あや - 對馬桜花 第19期 (2019.4 - 2020.3) - 山崎あみ - 関谷真由 第20期（2020.4 - 2021.3） - 高崎かなみ - 高見奈央 第21期（2021.4 - 2022.3） - 林ゆめ - 幹葉（スピラ・スピカ） 第22期（2022.4 - 2023.3） - 武藤彩未 - 山内ともな 第23期（2023.4 - 2024.3） - 志田音々 - 森みはる |

## 現在のコーナー
- 20時台

フリートーク
劇団やアシスタントの最近の出来事などを話していく。20時台の大半を占めている。
RANKING CARNIVAL
gooランキングで人気の高いランキングを予測していくクイズコーナー。
- 21時台

MUSIC CARNIVAL
FM-FUJIオススメのミュージシャンをゲストに迎えてトークしていく約30分のコーナー。
懐メロ武藤塾
隔週。
ともなのミーハーch
隔週。
番組の合間合間にはリスナーからのリアクションメールなどを紹介している。

## 過去のコーナー
- - TOP OF THE VOICE - (前回の)勝者と挑戦者で声の高さを競うコーナー。3連続勝利で殿堂入りになる。 ※男性限定
  - U-2GP - 結成2年以下の若手芸人を紹介するコーナー。基本的に、太田プロ所属もしくは傘下の養成所の芸人が登場する。